# Луиза (округ, Виргиния)
Округ Луиза (англ. Louisa County) располагается в США, в штате Виргиния. По состоянию на 2010 год, численность населения составляла 33 153 человек. Получил своё название в честь английской принцессы и шведской королевы Луизы Великобританской.

## История
До появления колонистов на территории округа жили индейские племена: тутело, моноканы и манахок, которые впоследствии отступили под давлением колонистов и присоединились к ирокезам. В 1742 был основан округ Луиза путём выделения из округа Гановер. Округ был назван в честь принцессы Луизы, младшей дочери короля Георга II и жены датского короля Фредерика V.
В 1838 - 1840 годах через Луизу пролегла Центральная Вирджинская Железная Дорога. В годы гражданской войны эта дорога стала важной транспортной коммуникацией и вокруг неё произошло несколько кавалерийских столкновений, самым известным из которых стало сражение при Тревильан-Стейшен. Так же на территории округа была набраны роты:
- "Louisa Blues", (13-й вирджинский пехотный полк)
- "Louisa Rifles", "Louisa Grays" "Frederick's Hall Grays" (23-й вирджинский пехотный полк)
- "Ambler Grays" (44-й вирджинский пехотный полк)
- "Louisa Holiday Guards" "Louisa Nelson Grays" (56-й Вирджинский пехотный полк)

## География
По данным Бюро переписи США, общая площадь округа равняется 1323 км², из которых 1285 км² суша и 39 км² или 2,9 % это водоёмы.

### Соседние округа
- Ориндж (Виргиния) — север
- Спотсилвейния (Виргиния) — северо-восток
- Хановер (Виргиния) — восток
- Гучленд (Виргиния) — юг
- Флуванна (Виргиния) — юго-запад
- Албемарл (Виргиния) — запад

## Демография
По данным переписи населения 2000 года в округе проживает 25 627 жителей в составе 9 945 домашних хозяйств и 7 259 семей. Плотность населения составляет 20 человек на км². На территории округа насчитывается 11 855 жилых строений, при плотности застройки 9 строений на км². Расовый состав населения: белые — 76,55 %, афроамериканцы — 21,58 %, коренные американцы (индейцы) — 0,42 %, азиаты — 0,25 %, гавайцы — 0,01 %, представители других рас — 0,18 %, представители двух или более рас — 1,01 %. Испаноязычные составляли 0,71 % населения.
В составе 31,20 % из общего числа домашних хозяйств проживают дети в возрасте до 18 лет, 57,30 % домашних хозяйств представляют собой супружеские пары проживающие вместе, 10,80 % домашних хозяйств представляют собой одиноких женщин без супруга, 27,00 % домашних хозяйств не имеют отношения к семьям, 22,10 % домашних хозяйств состоят из одного человека, 9,00 % домашних хозяйств состоят из престарелых (65 лет и старше), проживающих в одиночестве. Средний размер домашнего хозяйства составляет 2,56 человека, и средний размер семьи 2,97 человека.
Возрастной состав округа: 24,40 % моложе 18 лет, 6,60 % от 18 до 24, 29,90 % от 25 до 44, 26,20 % от 45 до 64 и 12,90 % от 65 и старше. Средний возраст жителя округа 39 лет. На каждые 100 женщин приходится 96,90 мужчин. На каждые 100 женщин старше 18 лет приходится 94,90 мужчин.
Средний доход на домохозяйство в округе составлял 39 402 USD, на семью — 44 722 USD. Среднестатистический заработок мужчины был 31 764 USD против 24 826 USD для женщины. Доход на душу населения составлял 19 479 USD. Около 7,10 % семей и 10,20 % общего населения находились ниже черты бедности, в том числе — 13,00 % молодежи (тех кому ещё не исполнилось 18 лет) и 12,50 % тех кому было уже больше 65 лет.